# Habitatge al carrer Ciutat, 6 (Tortosa)
L'Habitatge al carrer Ciutat, 6 és una obra modernista de Tortosa inclosa a l'Inventari del Patrimoni Arquitectònic de Catalunya.

## Descripció
Habitatge entre mitgeres que consta de planta i quatre pisos. La planta, amb parament de carreus de pedra decorats en el fris superior amb petites palmetes, té una porta gran d'accés a la botiga i una altra, més petita, pels pisos. La primera està franquejada per columnes de ferro de fust quadrat amb la cara exterior estriada. Els capitells d'aquestes es decoren amb palmetes i motllures horitzontals. Els pisos s'obren balcons, en els tres primers, i finestres en el darrer. El ràfec és de rajola i motllurat. El mur dels pisos es troba arrebossat, amb bandes de manises senzilles en alguns punts com a motiu ornamental.